# 木村泰大
木村泰大（日语：木村 泰大，1983年11月15日—），日本男性動畫師、動畫演出家、動畫導演。

## 來歷
2000年代從多摩美術大學畢業後，立即進入STUDIO COMET上班，從此正式投入動畫業界。於STUDIO COMET任職期間，受到前輩森真琴的影響很深。2013年播出的電視動畫《寶石寵物 Happiness》在製作期間，曾向導演櫻井弘明主動表示自願負責演出，包含章節部分的分鏡、演出的工作。結果在同名作品負責第28話的演出、第40話的分鏡成為其演出工作的出道作。
導演處女作品是2016年4月電視動畫《三者三葉》。目前以STUDIO COMET、SILVER LINK.及動畫工房作品為中心活躍。

## 作品列表

### 電視動畫
2010年
- 閃電十一人（動畫檢查）
- 寶石寵物 Twinkle☆（動畫檢查）

2013年
- 寶石寵物 Happiness（分鏡、演出）

2014年
- 狐仙的戀愛入門（作畫監督）
- 世界征服 謀略之星（演出）
- Fate/kaleid liner 魔法少女☆伊莉雅 2wei！（分鏡、演出）
- 蟲師 續章（演出）

2015年
- 美男高校地球防衛部LOVE！（分鏡、演出）
- 可塑性記憶（分鏡、演出）
- 城下町的蒲公英（分鏡、演出）
- Fate/kaleid liner 魔法少女☆伊莉雅 2wei Herz！（分鏡、演出）
- 銀魂゜（演出）
- 我被綁架到貴族女校當「庶民樣本」（分鏡、演出）

2016年
- 三者三葉（導演[2]、分鏡、演出、OP分鏡&演出、ED分鏡&演出）
- NEW GAME！（OP分鏡&演出、ED分鏡&演出）
- 美男高校地球防衛部LOVE！LOVE！（分鏡、演出）

2017年
- CHAOS;CHILD（分鏡、演出）
- 小貓奇奇 毛絨絨大冒險（分鏡）
- 異世界食堂（OP分鏡&演出）
- NEW GAME!!（分鏡、演出、OP分鏡&演出）
- 偶像大師 SideM（分鏡、演出）

2018年
- JoJo的奇妙冒險 黃金之風（導演[3][注 1]、演出）

2021年
- 2.43 清陰高中男子排球社（導演[4])

2022年
- 福星小子 (2022年版)（導演[注 2][5]）

## 腳註

## 相關項目
- 動畫工房
- STUDIO COMET
- 日本動畫師列表

## 外部連結
- 木村泰大的X（前Twitter） （日語）